# Nite Versions
Nite Versions è il quarto album in studio del gruppo musicale belga Soulwax, pubblicato nel 2005.

## Tracce
1. Teachers
2. Miserable Girl
3. E Talking
4. Accidents and Compliments
5. Compute
6. Slowdance
7. I Love Techno
8. KracK
9. NY Lipps
10. Another Excuse